# Pfändungsschutzkonto
Das Pfändungsschutzkonto (kurz: P-Konto) ist das Girokonto einer natürlichen Person in Deutschland, das im Falle einer Kontopfändung dem Schuldner die Verfügung über den monatlichen pfändungsfreien Betrag ermöglicht. Das P-Konto ist (wie andere Konten auch) durch Gläubiger pfändbar. Es dient zum Schutz eines pfändungsfreien (Grund-)Freibetrags und damit der Umsetzung des Sozialstaatsgebots, also der Sicherung des soziokulturellen Existenzminimums. Es wird in der Regel nur als Guthabenkonto geführt. Die Arbeitsgemeinschaft Schuldnerberatung der Verbände (AG SBV) und der Zentrale Kreditausschuss (ZKA – Zusammenschluss der fünf Spitzenverbände der deutschen Kreditwirtschaft) haben eine gemeinsame Broschüre mit allgemeinen Informationen zum Kontopfändungsschutz herausgegeben. Diese Informationen werden laufend aktualisiert und im Internet veröffentlicht. Nach diesen Informationen hat auch jeder sich rechtmäßig in Europäischen Union aufhaltende Verbraucher, einen Anspruch auf Eröffnung eines Basiskontos, das alle notwendigen Funktionen eines Girokontos erlaubt.
In Deutschland existierten zum Stichtag 20. September 2018 mehr als 2,5 Millionen Pfändungsschutzkonten. Im Januar 2015 waren es rund 1,8 Millionen.

## Grundsätze
- Ein Bankkunde kann seit dem 1. Juli 2010 verlangen, dass das (kontoführende) Kreditinstitut sein Girokonto als Pfändungsschutzkonto führt. (War bis 22. November 2021 in § 850k Abs. 7 Satz 2 ZPO geregelt, ist seitdem in Absatz 1 und 2 geregelt.) Bei Vorliegen einer Kontopfändung besteht eine gesetzliche Verpflichtung zur Umwandlung innerhalb von vier Tagen nach dem Zugang der Erklärung beim Institut. (§ 850k Abs. 2 Satz 1 ZPO)
- Das P-Konto wird vom Kreditinstitut nur auf Antrag des Kunden und nach vertraglicher Vereinbarung eingerichtet.
- Nur ein bestehendes Girokonto kann in ein P-Konto umgestellt werden. Allerdings gibt es seit dem 19. Juni 2016 einen Rechtsanspruch auf das sogenannte Basiskonto.[4] Das Basiskonto kann direkt bei Einrichtung als P-Konto beantragt werden (Einfaches Setzen eines Kreuzes auf dem Antragsbogen).
- Das P-Konto kann ausschließlich als Einzelkonto geführt werden, Gemeinschaftskonten können nicht umgestellt werden. Seit Dezember 2021 besteht allerdings ein einmonatiges Auszahlungsverbot. In diesem Zeitraum können Gläubiger nicht auf das auf dem Gemeinschaftskonto vorhandene Guthaben zugreifen. Schuldner haben in diesem Zeitraum die Möglichkeit, das Guthaben aufzuteilen und es auf ein neu eingerichtetes P-Konto zu übertragen.[5]
- Das P-Konto wird in der Regel nur auf Guthabenbasis geführt.
- Für jede natürliche Person darf nur ein Pfändungsschutzkonto bestehen. Bei Vereinbarung hat der Kunde gegenüber dem Kreditinstitut zu versichern, dass er kein weiteres Pfändungsschutzkonto besitzt.
- Das P-Konto kann Auskunfteien, u. a. also der Schufa, gemeldet werden; die Auskunfteien dürfen Kreditinstituten ausschließlich auf Anfrage zum Zwecke der Überprüfung der Richtigkeit der o. g. Versicherung Auskunft über ein bestehendes Pfändungsschutzkonto des Kunden erteilen. Ob ein bestehendes P-Konto Auswirkungen auf die Bonität des Inhabers hat, ist bisher noch ungeklärt.
- Eine Rückumstellung in ein normales Girokonto ist seit 22. November 2021 in § 850k Abs. 5 geregelt. Zuerst begründete das OLG Schleswig-Holstein 2012 einen Rechtsanspruch auf Rückumwandlung, diese Auffassung wurde 2015 höchstrichterlich vom Bundesgerichtshof bestätigt.[6]

## Kosten eines P-Kontos
Der Rechtsausschuss des Deutschen Bundestages hatte in der Gesetzesbegründung seine Erwartung zum Ausdruck gebracht, dass das P-Konto nicht teurer sein soll als ein normales Konto; von einer gesetzlichen Regelung wurde aber abgesehen. Es können lediglich übliche Bankgebühren für Girokonten in Rechnung gestellt werden. Mehraufwand hat das Kreditinstitut zu tragen.
Anfangs forderten Kreditinstitute oft zusätzliche Gebühren oder die Beschränkung oder den Wechsel auf bestimmte, höherpreisige Konten. Der Bundesgerichtshof hat letztinstanzlich die Urteile zweier Oberlandesgerichte gegen zusätzliche Bankgebühren bestätigt und die Revisionen der beklagten Sparkassen verworfen. Die Führung eines Girokontos als P-Konto stellt danach nur eine vertragliche Nebenpflicht zu einem herkömmlichen Girokonto dar und ist als solche nicht zusätzlich bepreisbar. Damit wurde auch das Urteil des Oberlandesgerichts Frankfurt am Main vom 28. März 2012, Az. 19 U 238/11, bestätigt, wonach „eine Entgeltklausel, nach der für das Führen eines Pfändungsschutzkontos ein (weitaus) höheres monatliches Entgelt verlangt wird als für das Führen des allgemeinen Girokontos, eine unangemessene Benachteiligung der privaten Kunden gemäß § 307 Abs. 1 BGB ist, weil das – auf entsprechendes Verlangen des Kunden – Führen eines Girokontos als Pfändungsschutzkonto im Sinne des § 850 k Abs. 7 Satz 2 ZPO eine Dienstleistung zur Erfüllung einer gesetzlichen Pflicht darstellt, für die eine Bank auch dann kein Entgelt verlangen kann, wenn sie dadurch höhere Aufwendungen hat.“
Eine Untersuchung des Verbraucherzentrale Bundesverband im Januar 2013 hat ergeben, dass nur acht der 46 überprüften Banken und Sparkassen die zu Unrecht erhobenen Gebühren zurückgezahlt haben. Einige Geldinstitute wollen die Gebühren erst auf Antrag des Kunden erstatten. Bei einem Verbraucheraufruf durch das Projekt Marktwächter Finanzen meldeten mehrere Verbraucher, dass ihnen für das P-Konto höhere Entgelte berechnet würden, als für das bisherige Kontomodell. Die Betroffenen berichten auch von weiteren Benachteiligungen und Leistungseinschränkungen.
In einem weiteren Urteil hat der Bundesgerichtshof Klauseln in den Allgemeinen Geschäftsbedingungen einer Bank für unwirksam erklärt, durch die die Bankkunden unangemessen benachteiligt werden (§§ 307 Abs. 1 Satz 1, Abs. 2 Nr. 1 BGB). Danach ist es nicht zulässig, in den Allgemeinen Geschäftsbedingungen für ein Pfändungsschutzkonto einen bestimmten Grundpreis pro Monat vorzusehen, der von den Preisen für andere Konten abweicht. Die Führung als P-Konto sei keine Sonderleistung der Bank, sondern sie erfolge in Erfüllung einer gesetzlichen Pflicht. Eine Abrede über einen Aufschlag für die Kontoführung als P-Konto ist demnach unwirksam. Auch die weiteren mit der Klage angegriffenen Klauseln, „eine Kontoführung sei grundsätzlich nur auf Guthabenbasis möglich“, „es könne keine Bank-Card (EC-Karte) oder Kreditkarte für das Konto ausgestellt werden“, „die Nutzung des Karten- und Dokumentenservices sei ausgeschlossen“, und weitere Leistungen, die nicht im monatlichen Grundpreis des Kontos enthalten seien, würden gesondert in Rechnung gestellt, hielten der gerichtlichen Kontrolle nicht stand. Es sei nicht zulässig, dass einmal vereinbarte Leistungen wie etwa eine Bankkarte (EC/Maestro-Karte) bei der Umstellung des Kontos auf ein P-Konto unabhängig von einer Kündigung automatisch wieder entfielen. Für die Beendigung solcher Zusatzprodukte fordert der BGH eine separate, wirksame Kündigung durch die jeweilige Bank.

## Wirkung des P-Kontos
Wird das Guthaben auf einem P-Konto gepfändet, kann der Schuldner bis zur Höhe des monatlichen Pfändungsfreibetrages nach § 850c ZPO frei verfügen (seit 1. Juli 2023 Sockelbetrag 1409,99 €, vgl. näheres zu den Pfändungsfreigrenzen).
Hat der Schuldner Unterhaltsverpflichtungen, erhöht das Geldinstitut nach Vorlage entsprechender Nachweise den monatlichen Pfändungsfreibetrag. Hierfür wurde ein Mustervordruck erstellt. Das Konto wird nicht mehr gesperrt, sodass Überweisungen weiterhin getätigt werden können. Wird das durch den Pfändungsfreibetrag geschützte Guthaben in einem Monat nicht verbraucht, erhöht sich der Pfändungsfreibetrag des Folgemonats um diesen Betrag. Eine gerichtliche Entscheidung zur Höhe des Pfändungsfreibetrages im Rahmen des § 850c ZPO ist üblicherweise nicht mehr erforderlich. Es besteht weiterhin die Möglichkeit, einen individuellen Pfändungsschutz beim Vollstreckungsgericht zu beantragen oder den Sockelbetrag in bestimmten Situationen gerichtlich abändern zu lassen. Die Art der Einkünfte ist für den neuen Pfändungsschutz unerheblich, so dass z. B. auch freiwillige Leistungen Dritter oder Einkünfte aus selbstständiger Tätigkeit vom monatlichen Pfändungsfreibetrag erfasst werden.
Gegenüber dem alten Pfändungsschutz für Girokonten, der für eine Übergangsfrist bis zum 31. Dezember 2011 weiterhin weitgehend unverändert erhalten blieb, hatte der Pfändungsschutz auf einem P-Konto Vorrang. Hatte der Schuldner bis dahin bereits ein P-Konto, so erhielt er nur für dieses P-Konto den Pfändungsschutz.

### Missbrauch
Um Missbrauch zu verhindern, hat der Kunde dem Geldinstitut gegenüber zu versichern, dass er nur ein P-Konto führt. Darüber hinaus wird das Geldinstitut vom Gesetzgeber ausdrücklich ermächtigt, Auskunfteien wie z. B. der Schufa die Einrichtung eines P-Kontos für einen Kunden (auch ohne dessen Zustimmung) mitzuteilen.
Sofern sich herausstellt, dass ein Schuldner entgegen der Regelung in § 850k Abs. 8 S. 1 ZPO, wonach jede (natürliche) Person nur ein Pfändungsschutzkonto führen darf, mehrere Girokonten als Pfändungsschutzkonten führt, ordnet das Vollstreckungsgericht auf Antrag eines (pfändenden) Gläubigers an, dass nur das von diesem Gläubiger in seinem Antrag bezeichnete Girokonto dem Schuldner als Pfändungsschutzkonto verbleibt. Der Gläubiger hat die Voraussetzungen durch Vorlage entsprechender Erklärungen der Drittschuldner (der kontoführenden Kreditinstitute) glaubhaft zu machen; eine Anhörung des Schuldners unterbleibt. Die Entscheidung des Vollstreckungsgerichts ist allen Drittschuldnern zuzustellen. Mit der Zustellung der Entscheidung an diejenigen Kreditinstitute, deren Girokonten nicht zum Pfändungsschutzkonto bestimmt sind, entfallen die Wirkungen nach § 850k Abs. 1 bis 6 ZPO.

## Monatsanfangsproblem
Das Monatsanfangsproblem ist seit 16. April 2011 vollständig gelöst.
Neben einigen sprachlichen Unzulänglichkeiten im Reformgesetz und der Tatsache, dass die ZPO der Regelung des Zivilprozessrechts (formelles Verfahrensrecht oder Prozessrecht) dient und so schon von der Zielrichtung her nicht dafür vorgesehen ist, Rechte außerhalb des hierfür vorhandenen materiellen Rechts (z. B. des Bürgerlichen Gesetzbuchs) zu schaffen, hat der Gesetzgeber u. a. auch übersehen, dass Sozialleistungen häufig zum Monatsende überwiesen werden. Dies führte zum sog. Monatsanfangsproblem beim P-Konto:
„Da Sozialleistungen mit Lohnersatzfunktion (z. B. Arbeitslosengeld, Sozialhilfe oder Sozialrenten) sowie Lohn oft am letzten Werktag eines Monats für den nächsten Monat auf den Konten gutgeschrieben werden, kann folgende Situation eintreten: Der Freibetrag für den Monat, in dem die Gutschrift erfolgt, ist bereits verbraucht. Der Freibetrag für den nächsten Monat, für den die Sozialleistung oder der Lohn gezahlt worden ist, kann die Gutschrift noch nicht schützen, da die Gutschrift bereits im Vormonat erfolgt ist. Somit kommt es zum genannten Monatsanfangsproblem: Ohne entsprechende Schutzmaßnahmen müsste die Bank als Drittschuldner im schlechtesten Fall den gesamten Betrag dem pfändenden Gläubiger überweisen. Der Schuldner steht dann ohne ausreichende Mittel zum Lebensunterhalt da.“
Abhilfe durch eine Gesetzesänderung wurde zunächst noch im Jahr 2010 für 2010 angekündigt. Bis dahin wollte sich das Bundesjustizministerium mit „Hinweisen“ behelfen. Nach der Beschlussempfehlung des Rechtsausschusses des Deutschen Bundestags in Drucksache 17/4776 zum Gesetzentwurf der Bundesregierung, BT-Drucksache 17/3305, Entwurf eines Zweiten Gesetzes zur erbrechtlichen Gleichstellung nichtehelicher Kinder sollte das sogenannte Monatsanfangsproblem beim Pfändungsschutzkonto durch zeitnahe Ergänzung des § 835 ZPO und durch Änderung des § 850k Abs. 1 und 2 ZPO gelöst werden. Bereits mit Wirkung zum 28. Dezember 2010 war durch Neufassung des § 850k Abs. 8 ZPO vor allem das Auskunftsmonopol der Schufa entfallen.
Am 15. April 2011 wurde die Gesetzesänderung zur Lösung des sog. Monatsanfangsproblems beim P-Konto, das Zweite Gesetz zur erbrechtlichen Gleichstellung nichtehelicher Kinder, zur Änderung der ZPO und der AO vom 12. April 2011 (BGBl. I S. 615) veröffentlicht. Die Neuregelung ist zum 16. April 2011 ohne eine Übergangsfrist sofort in Kraft getreten.

## Umzug eines P-Kontos
Ein praktisches Problem ergibt sich, falls das P-Konto zu einer neuen Bank übertragen werden soll. Ein Recht auf Umzug eines P-Kontos ist im Gesetz nicht vorgesehen, sodass die Gefahr besteht, dass das gesamte Guthaben entweder auf dem alten oder auf dem neuen Konto an die Gläubiger ausgekehrt wird, da ein Schuldner im Grundsatz nur ein P-Konto unterhalten darf, somit während der Überschneidungszeit eines von beiden Konten keinen Pfändungsschutz genießt. Zwar bietet seit 2016 die neue Kontenwechselhilfe eine Möglichkeit, ein P-Konto nahtlos auf eine neue Bankverbindung zu übertragen. Diese Möglichkeit ist aber im in der Schuldnerpraxis nicht seltenen Fall ausgeschlossen, dass das abgebende Konto im Soll geführt wird. Ferner wird die Eröffnung eines neuen Kontos häufig mit Verweis auf das schon bestehende P-Konto verweigert, selbst wenn dieses in der Praxis aufgrund eines negativen Saldos oder aus anderen Gründen nicht nutzbar ist. Eine gesetzliche Regelung dieses Falls steht noch aus.

## Änderungen durch das Pfändungsschutzkonto-Fortentwicklungsgesetz (PKoFoG)
Seit dem 1. Dezember 2021 gelten durch das Pfändungsschutzkonto-Fortentwicklungsgesetz (PKoFoG) einige wichtige Änderungen bezüglich des P-Kontos. Konnte bislang pfändungsfreies Guthaben, welches nicht verbraucht wurde, nur in den nächsten Monat übertragen werden, so verlängert sich diese Frist nun auf drei Monate. So soll es Kontoinhabern möglich sein, Geld für größere Anschaffungen anzusparen. Des Weiteren ist es ab sofort auch unter gewissen Voraussetzungen möglich, Guthaben, welches sich auf einem Gemeinschaftskonto befindet, für einen Monat schützen zu lassen. In diesem Zeitraum können die Kontoinhaber dann eine Aufteilung des Guthabens vornehmen und dieses dann jeweils auf ein eigenes P-Konto übertragen. Zusätzlich gibt es unter anderem Erleichterungen für Kontoinhaber, die mittels einer P-Konto-Bescheinigung die Erhöhung des Freibetrags erreichen möchten. Stellen und Behörden, welche gewisse Leistungen gewähren, sind nun dazu verpflichtet, auf Antrag eine entsprechende Bescheinigung auszustellen.